# 15 Dywizja (KRLD)
15 Dywizja – jeden ze związków taktycznych (dywizja) wojsk KRLD podczas wojny koreańskiej.
Dywizja sformowana w związku z wybuchem wojny koreańskiej. Brała udział w ofensywie na tzw. worek pusański w kierunku wschodniego wybrzeża Półwyspu. Nie zdołała wykonać odwrotu jesienią 1950, rozbita.